# Pulay Gábor
Pulay Gábor István  (Edve, 1927. október 3. – Budapest, 1975. október 27.) vegyészmérnök, mikrobiológus, a kémiai tudományok kandidátusa (1968), egyetemi tanár.

## Életpályája
1950-ben szerzett diplomát a Budapesti Műszaki Egyetem Vegyészmérnöki Karán. A Szegedi Orvostudományi Egyetem után 1953-ban került Mosonmagyaróvárra a Magyar Tejgazdasági Kísérleti Intézetbe. 1970-től, mint igazgatóhelyettes az intézet óvári központját irányította, s a kutatómunka mellett bekapcsolódott az oktatásba is. 1960-ban a Mosonmagyaróvári Mezőgazdasági Akadémia címzetes docense lett, 1971-ben kinevezték tanszékvezető egyetemi tanárnak az időközben Agrártudományi Egyetem Mosonmagyaróvári Mezőgazdaságtudományi Karára keresztelt intézményben, és megbízták a tejgazdaságtani és mikrobiológiai tanszék megszervezésével. 1973-tól ellátta a dékánhelyettesi tisztséget is, egészen 48 éves korában bekövetkezett haláláig. Negyedszázados működése alatt Pulay Gábornak 13 tankönyve, szakkönyve és 80 tudományos közleménye jelent meg az ismeretterjesztő cikkeken kívül. Sok általa kidolgozott módszert jelenleg is alkalmaz a tejipar.1975. október 27-én halt meg Budapesten. Sírja a magyaróvári temetőben van.Felesége gimnáziumi tanár volt, 2019-ben, 90 évesen halt meg.Gyermekei Ágnes (tanár), Gábor (menedzser).2000-ben halálának 25.évfordulóján nemzetközi konferencián méltatták a munkásságát. 2019-ben, Mosonmagyaróváron utcát neveztek el róla.